# Ґоґашені
Ґоґашені (груз. გოგაშენი) — село в Грузії.
За даними перепису населення 2014 року в селі проживає 272 особи.